# Institute
Institute – angielski zespół grający rock alternatywny założony w 2004. Jednym z założycieli jest Gavin Rossdale były członek zespołu Bush rozwiązanego w 2002. Pierwszy swój album wydali 13 września 2005 w wytwórni Interscope Records. Album dotarł na 81 miejsce amerykańskiej listy przebojów Billboard 200.

## Skład
- Gavin Rossdale – śpiew, gitara
- Chris Traynor – gitara
- Cache Tolman – gitara basowa
- Charlie Walker – perkusja

## Dyskografia
- Distort Yourself (2005)